# Крумштедт
Крумштедт (нем. Krumstedt) — община в Германии, в земле Шлезвиг-Гольштейн. 
Входит в состав района Дитмаршен. Подчиняется управлению КЛьГ Мельдорф-Ланд.  Население составляет 532 человека (на 31 декабря 2010 года). Занимает площадь 15,89 км².